# 金属外壳MADOX-01
《金属外壳MADOX-01》是1987年12月16日发售的日本原創動畫錄影帶（OVA）。故事讲述一位机械师发现了重型动力装甲MADOX-01，无意间被困于其中。该机甲是为了有效摧毁坦克而设计的，军方试图强行回收。男主角陷入被军队追杀的窘境，只好反击。
本动画是荒牧伸志的导演出道作。荒牧之前在《机甲创世记》（1983-1984年）中，不仅担任机械设计，还参加了故事构思和企划会议。于是在本作中，除了机械设计之外，他还出任导演。荒牧后来回忆说，制作当时才20多岁，什么都不怕。

## 剧情
某日，在汽车修理厂担任机械师的青年杉本紘二（配音：松本保典），发现秘密运送的反坦克武器MADOX-01，然后无意中坐了进去并启动。杉本一时不知如何出来，就这样前往女友所在的大楼要见她。美国军人Kilgore中尉（配音：曾我部和恭）在测试中曾输给MADOX-01，正想借此机会摧毁MADOX-01。杉本听从MADOX-01开发者·楠本枝里子（配音：麻上洋子）的建议，与Kilgore的坦克展开了战斗，最后脱下装甲与女友相见。

## 反响
美国代理商AnimEigo为了推出本动画的高清蓝光版，于2021年4月30日在Kickstarter上开启众筹，结果42分钟就达到了5万美元的目标。

## 制作人员
- 原案・監督：荒牧伸志
- 人物設定：田村英樹
- 機械設定：荒牧伸志、山根公利
- 作画監督：合田浩章
- 作監補佐：平田智浩
- 美術監督：南乡洋一
- 撮影監督：沖野雅英
- 音響監督：本田保則
- 音樂：矢島賢
- 音樂制作：波麗佳音
- 制作人：榎本步光、柳田滋夫、内山秀二
- 动画制作：AIC、ARTMIC
- 製作：創映新社、波麗佳音